# غازانيا ناعمة الساق
غازانيا ناعمة الساق (الاسم العلمي:Gazania leiopoda) هي نوع نباتي يتبع جنس الغازانيا من الفصيلة النجمية.  